# Halosaurus sinensis
Espèce
Halosaurus sinensis est une espèce de poissons téléostéens.